# 상하이 코뮌
상하이 코뮌 또는 1월 혁명은 중화인민공화국의 문화대혁명이 점차 고조되던 1967년 1월, 상하이 지방의 노동자들이 중국 공산당의 지도를 거부하고 자체 코뮌을 선언한 사건을 말한다.

## 같이 보기
- 사인방